# Прик, Кристоф
Кристоф Прик (нем. Christof Prick; род. 1946), при выступлениях в англоязычных странах Кристоф Перик, англ. Christof Perick) — немецкий дирижёр.
Сын скрипача. Окончил Гамбургскую Высшую школу музыки у Вильгельма Брюкнера-Рюггеберга. В 1974—1977 гг. работал с оркестром и оперным театром Саарбрюккена. В 1977—1985 гг. возглавлял Баденскую государственную капеллу. В 1992—1995 гг. художественный руководитель Лос-Анджелесского камерного оркестра, одновременно в 1993—1996 гг. работал в Ганноверской опере. В 2001—2010 гг. музыкальный руководитель Шарлоттского симфонического оркестра. С 2006 г. генеральмузикдиректор Нюрнберга. С 1992 г. приглашённый дирижёр Дрезденской оперы, с 1999 г. профессор Гамбургской Высшей школы музыки.
Дирижировал первым исполнением оперы Вольфганга Рима «Эдип» (1987).